# ジェネット・カーン
ジェネット・カーン（Jenette Kahn /kɑː n/、1947年5月16日生）は、アメリカン・コミックスの編集者、経営者。1976年に発行人としてDCコミックスに入社し、5年後に社長に就任した。1989年に発行人の地位から降り、社長を兼任しながら編集長を務めた。DCには26年間勤め、2002年に退社した。

## 生い立ち
ボストンで育つ。父親はラビだった。兄シー・カーンはシンガーソングライターで活動家でもある。カーンは熱心なコミックファンで、両親もそれを後押しした。特に好きだったのはバットマン、スーパーマン、リトル・ルル、アンクル・スクルージ、アーチーだという。

## 経歴
ラドクリフ・カレッジで美術史の学位を取得し、卒業後は若年向け雑誌3誌を創刊することになった。最初の『キッズ』は全面的に子供によって執筆される子供雑誌であり、薬物濫用、多様性、動物保護、環境問題などが題材とされていた。2番目に創刊した『ダイナマイト』はスカラスティック社に大きな利益をもたらした。ゼロックス・エデュケーションの『スマッシュ』がそれに続いた。カーンはこれらの雑誌の所有権の一部を出版社から取得しようとして果たせなかったと回想している。後に出版者としてクリエイターの権利を拡大していったのにはその経験が活かされているという。

### DCコミックス
1976年2月2日にナショナル・ピリオディカル・パブリケーションの発行人に就任したとき、カーンは28歳だった。ナショナルはワーナー・ブラザースの一事業部で、DCコミックスのブランドの下にスーパーマン、バットマン、ワンダーウーマンなど5千人以上のキャラクターを擁していた。そのころワーナー・パブリッシングではナショナルのコミック出版事業を縮小してライセンス管理を主業務にする計画があったが、ワーナーにヘッドハントされたカーンはそれに反対し、ナショナルの経営に参加することになったのだった。歴史のある業界に外部から送り込まれた若い女性に対しては反発もあった。ナショナルの社長を務めていたのはソル・ハリソンだったが、カーンは2012年のインタビューでこう述べている。「ソルとはそれほどいい関係を築けたとは言いにくいです。ソルは私が入社したことに誰よりも腹を立てていました。その地位は自分に与えられるのが当然だと思っていたのです」 1981年2月にハリソンは退任し、カーンが社長となった。ワーナー社の事業部の長となった中で最も若く、初の女性だった。
カーンは自身の新しい方向性を打ち出すため社名をDCコミックスへと正式に改名し、社名ロゴもパッと目につく新しいものに替えた。ミルトン・グレイザーがデザインしたロゴは「DCバレット（弾丸）」という通称で呼ばれた。さらに、作中世界に並存している各誌のキャラクターをもっと相互に交流させるため、個々の自治権が認められていた編集部の中央集権化に乗り出した。制作スタッフのアイディアを認可するシステマティックな制度も整えられた。これによって採算性の高いタイトルを残して出版点数を減らそうとしたのである。また同時に若い作家を起用してコンテンツに活気を取り戻そうとした。マーベル・コミックスの主力作画家ジョン・ビュッセマの引き抜きには成功しなかったが、同社の大物ライタースティーヴ・エンゲルハートは獲得することができた。フランク・ミラーに直接アプローチしてその希望通り『ローニン』を描かせ、『バットマン: ダークナイト・リターンズ』に発展させた。任期後半にはマーベル編集長ジム・シューターの下を離れようとして勧誘を受け入れるクリエイターが多く、引き抜きは容易になった。中にはロイ・トーマス、ジーン・コーラン、マーヴ・ウルフマン、ジョージ・ペレスのような大物もいた。
カーンは1978年に「DCエクスプロージョン（爆発）」と銘打って新タイトル群の創刊とページ数の増加を試みたが、同年のうちに業績悪化を招いた。この顛末は「DCインプロ―ジョン（爆縮）」と呼ばれた。その後もカーンは70年代末から1980年代を通じて、編集者で副社長のポール・レヴィッツ と編集長ディック・ジョルダーノとともにDCの改革を進めていった。当時の水準より高価な1ドルの「ダラーコミックス」や、より柔軟な作家の起用を意図したリミテッドシリーズ（号数限定の定期刊行物）の刊行はその一つである。またカーンはクリエイターの権利を拡大した。出版界で古くから認められてきた印税制は当時のコミック界では一般に行われていなかったが、カーンは商業的に成功した作品の作者に利益が配分されるようにした。職務著作契約が常識であるコミック界ではあまり見られない措置だった。1989年に社長と兼任で編集長の座に就き、発行者の地位からは降りた。
1993年にはカーンの統括の下、大人向け作品のインプリント（出版レーベル）であるヴァーティゴや、マイノリティ作家による人種的多様性を重視した作品ラインであるマイルストーン・メディアが立ち上げられた。後者は数年にわたって刊行が続けられ、中でも『スタティック・ショック』はWBのテレビネットワークでアニメ化された。カーンはDC社の古典的なキャラクターの再創造（スーパーマンの死と復活など）が成功裏に行われた時期のトップとしても認められている。ジョルダーノは自分が知る限りカーンがクリエイターに編集上の制限を課したことはなかったとコメントしている。カーンのリーダーシップにより、DCは主力タイトルで家庭内暴力、性的指向、銃による暴力、ホームレス、人種差別、AIDSなどの問題を扱い、題材の限界を押し広げていくことで知られるようになった。ただしこの編集姿勢の例外として、『スワンプシング』誌で主人公がイエス・キリストと出会う号がカーンによって刊行取り消しとなったことがある。このとき原作・作画のリック・ヴィーチは検閲への懸念を表明して自ら降板した。
カーンはもともと圧倒的に男性社員が多かったDC社の多様化を主導し、自身の退社までに従業員の半分近くを女性とした。カーンは2002年に26年間勤めたDCを去り、映画プロデューサーに転身した。

### ダブル・ニッケル・エンターテイメント
DC退社後はアダム・リッチマンとともに映画製作会社ダブル・ニッケル・エンターテインメントを設立し、共同経営者となった。ダブル・ニッケルの映画第1作はリチャード・ギアとクレア・デインズ主演、アンドリュー・ラウ監督の『消えた天使』（2007年）、第2作はクリント・イーストウッド監督・主演の『グラン・トリノ』（2008年）である。
そのほかにも芸術文化団体のイグジット・アートやハーレム・ステージの理事、またビル・T・ジョーンズ/アーニー・ゼイン・ダンスカンパニーの顧問を務めている。財界で活躍する女性による会員組織、200人の会の創設メンバーでもある。2002年には初の著書 In Your Space が美術書出版社アブヴィル・プレスから出版された。

## 受賞
カーンは2000年4月にアメリカの文化遺産への多大な貢献により米国議会図書館リビングレジェンド賞を「作家と芸術家」部門で受賞した。2010年7月にはインクポット賞を受賞している。薬物濫用、対人地雷、銃による暴力への意識向上に貢献したことで、時の政権や官庁ならびに国際連合から称えられている。
カーンはワンダーウーマンの生誕40周年を記念してワンダーウーマン財団を設立した。同財団は最初の3年間の活動で様々な分野の女性40人以上に35万ドル以上の助成金を交付した。

## 著書
- In Your Space：Personalizing Your Home and Office （Abbeville Press, 2002）ISBN 0-7892-0755-9